# Nikolaj Aljochin (raketingenieur)
Nikolaj Pavlovitsj Aljochin (Russisch: Николай Павлович Алёхин) (1913 - 1964) was een Sovjet-Russische raketontwerper.
De krater Alekhin op de maan is naar hem genoemd.